# キリン名曲ロマン劇場
『キリン名曲ロマン劇場』（キリンめいきょくロマンげきじょう）は、1979年1月4日から1980年5月1日まで東京12チャンネル（現・テレビ東京）が編成していたテレビアニメ放送枠である。

## 概要
諸外国を舞台にしたミュージカル調のアニメシリーズで、どの作品もクラシック音楽をBGMにしている。また、シリーズを通して東京12チャンネルとダックスインターナショナルの共同製作となっている。シリーズ最終作の『さすらいの少女ネル』のみが原作ありの作品で、それ以外の作品はすべてオリジナルである。
本枠は麒麟麦酒の一社提供枠となっていたが、放送作品の性質上、同社はこの時間帯においてはビール製品の宣伝を行わず、キリンレモンを筆頭とする清涼飲料水や系列会社の小岩井乳業が製造・販売する乳製品を宣伝していた。

## 編成時間
いずれも日本標準時。
- 木曜 19:30 - 20:00 （1979年1月4日 - 1980年3月27日）
- 木曜 18:45 - 19:15 （1980年4月17日 - 1980年5月1日） - 『さすらいの少女ネル』のラスト3回分のみが該当。

## 放送作品一覧
話数は『さすらいの少女ネル』のみが全26話（2クール）で、それ以外の作品はどれも全13話（1クール）となっているが、これは打ち切りではなく、当初からこの予定だった。『さすらいの少女ネル』も当初は13話で終了する予定だったが、26話にまで引き伸ばされた。
| 作品名             | 放送期間                       | 話数   | 原作・原案・企画                 |
| ------------------ | ------------------------------ | ------ | -------------------------------- |
| 野ばらのジュリー   | 1979年1月4日 - 1979年4月5日    | 全13話 | 丹野雄二                         |
| 巴里のイザベル     | 1979年4月19日 - 1979年7月12日  | 全13話 | 丹野雄二                         |
| 金髪のジェニー     | 1979年7月19日 - 1979年10月18日 | 全13話 | 石森史郎                         |
| さすらいの少女ネル | 1979年10月25日 - 1980年5月1日  | 全26話 | チャールズ・ディケンズ『骨董屋』 |

## テーマ曲
本シリーズには作品個々のオープニングテーマのほかに、シリーズ共通のオープニングテーマとエンディングテーマも設けられていた。
オープニングテーマ「神さまおしえて」
作詞 - 峰健二 / 作曲 - 西島三重子 / 編曲 - 神保正明 / 歌 - 大和田りつこ
エンディングテーマ「すてきな恋人たち」
作詞 - 峰健二 / 作曲 - 西島三重子 / 編曲 - 神保正明 / 歌 - 大和田りつこ

## 参考資料
- 朝日新聞縮刷版[どれ?]

| 東京12チャンネル 木曜19:30枠                                         | 東京12チャンネル 木曜19:30枠                                                    | 東京12チャンネル 木曜19:30枠                      |
| 前番組                                                               | 番組名                                                                          | 次番組                                            |
| -------------------------------------------------------------------- | ------------------------------------------------------------------------------- | ------------------------------------------------- |
| UFO大戦争 戦え! レッドタイガー （1978年10月5日 - 1978年12月28日）    | キリン名曲ロマン劇場 （1979年1月4日 - 1980年3月27日）                           | ハクション大魔王 再放送 ※『マンガのくに』から独立 |
| 東京12チャンネル 木曜18:45枠                                         |                                                                                 |                                                   |
| マンガのくに（木曜） ハクション大魔王                                | キリン名曲ロマン劇場 （1980年4月17日 - 1980年5月1日）                           | 伝説巨神イデオン （1980年5月8日 - 1980年9月25日） |
| 東京12チャンネル 麒麟麦酒一社提供枠                                  |                                                                                 |                                                   |
| 友子ヤングコンサート （1978年10月2日 - 1978年12月29日） ※平日19:15枠 | キリン名曲ロマン劇場 （1979年1月4日 - 1980年5月1日） ※木曜19:30枠 → 木曜18:45枠 | なし                                              |